# Jean-Marie Poiré
Jean-Marie Poiré (Párizs, 1945. április 10. –) francia filmrendező, forgatókönyvíró, producer. 
A Gaumont filmvállalat négy nagy sikerű filmvígjátékának, a Marhakonzerv-akció, a Jöttünk, láttunk, visszamennénk, a Zűrangyalok és a Jöttünk, láttunk, visszamennénk 2. filmek rendezője.

## Életrajza
Szakmai pályafutását forgatókönyvírással kezdte 1968-ban, Michel Audiard filmjeinél a párbeszédek összeállításánál segédkezett.
Ezzel párhuzamosan apja, Alain Poiré producer számára is készített több forgatókönyvet, így közreműködött például a Megtalálták a 7. századot (On a retrouvé la septième compagnie) vagy a Már ez is probléma? (Pas de problème!) című filmekben.
Első filmjét, a Les petits câlins című vígjátékot 1977-ben rendezte. A mérsékelt sikert aratott filmben kapott mellékszerepet az újonc 
Josiane Balaskó színésznő, aki révén megismerte a Splendid nevű színház társulatot. A társulat színészeivel több sikeres filmvígjátékot forgatott (a Karácsonyi kalamajka és a Papi, a hős), amelyek után a híressé vált Poiré nagy költségvetésű filmeket is rendezhetett.
A filmvígjátékainak sikerét nem utolsósorban a társulat egyik tehetséges színészének, Christian Claviernek köszönhette, aki később is vállalt szerepeket filmjeiben.
Az 1990-ben forgatott Marhakonzerv-akció című akció-vígjátékban Christian Clavier mellé Jean Renót választotta a főszerepbe, majd látva a két színész jól működő párosát, később velük készíti el a Jöttünk, láttunk, visszamennénk című filmet és annak folytatásait.
Poiré másik sikeres vígjátékában, az 1996-ban forgatott Zűrangyalokban Clavier mellett Gérard Depardieu játszik.
2002-ben készíti el a Tökös átverés (Ma femme s'appelle Maurice) című filmvígjátékát, a film rendezése mellett a forgatókönyv írását és a produceri feladatokat is saját maga végezte. 2004-ben az Igor Sékulic által rendezett Totál szívás (Les Gaous) című film forgatókönyvét írta meg.

## Filmrendezései
- 1977 Les Petits Câlins
- 1979 Visszatérés (Retour en force)
- 1981 Les Hommes préfèrent les grosses
- 1982 Karácsonyi kalamajka (Le Père Noël est une ordure)
- 1983 Papi, a hős (Papy fait de la résistance)
- 1986 Twist Moszkvában (Twist again à Moscou)
- 1988 Mes meilleurs copains
- 1991 Marhakonzerv-akció (L'Opération Corned-Beef)
- 1993 Jöttünk, láttunk, visszamennénk (Les Visiteurs)
- 1995 Zűrangyalok (Les Anges gardiens)
- 1998 Jöttünk, láttunk, visszamennénk 2 - Az időalagút (Les Couloirs du temps : Les visiteurs 2)
- 2001 Reszkess, Amerika! (Jöttünk, láttunk, visszamennénk 3., Les visiteurs en Amérique)
- 2002 Tökös átverés (Ma femme s'appelle Maurice)